# Indomolannodes comans
Indomolannodes comans är en nattsländeart som beskrevs av Wiggins 1968. Indomolannodes comans ingår i släktet Indomolannodes och familjen skivrörsnattsländor. Inga underarter finns listade i Catalogue of Life.